# Åke Malmström

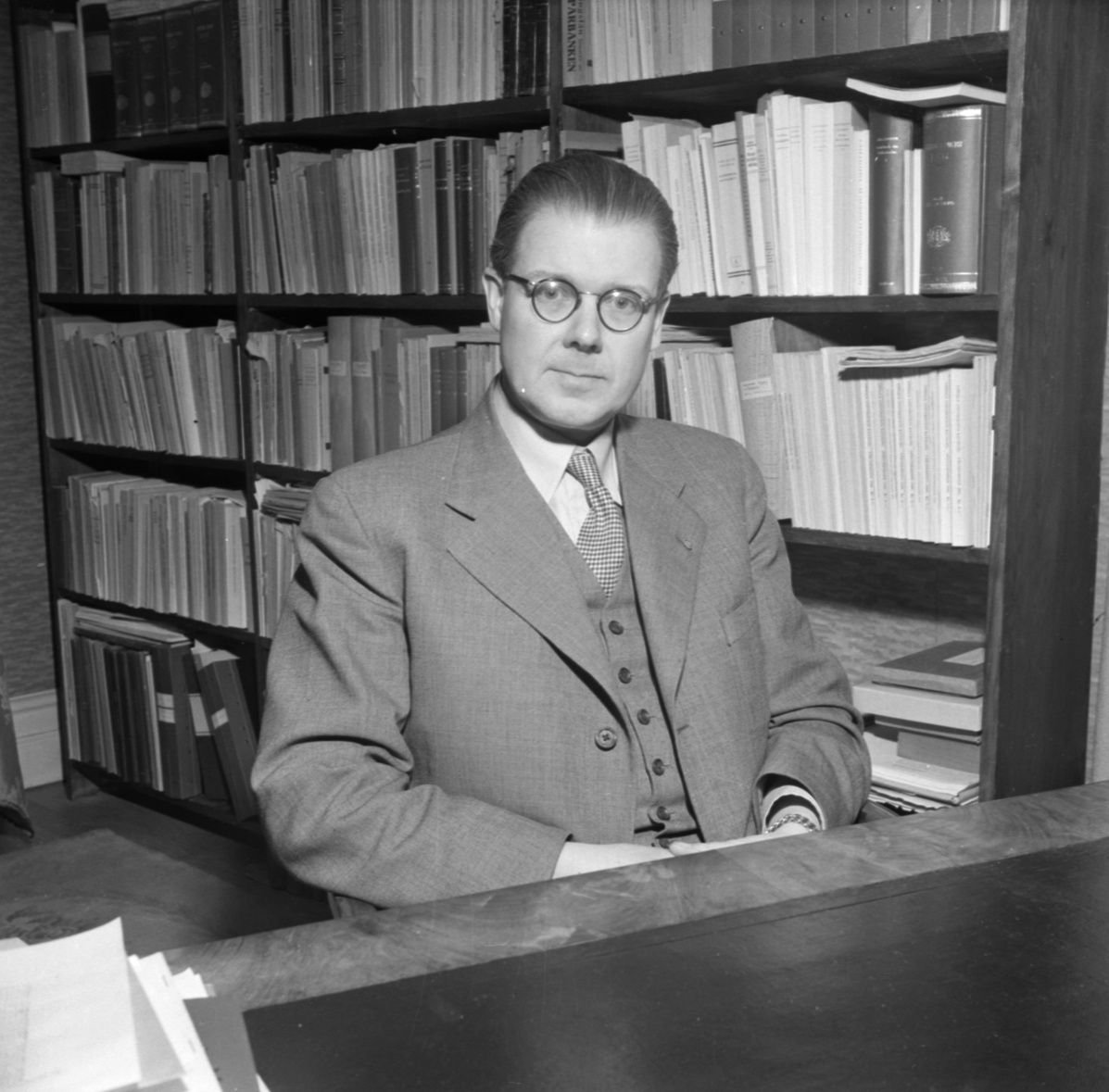
Åke Malmström.

Per Filip Åke Malmström, född den 5 oktober 1905 i Jönköping, död den 23 augusti 1985 i Uppsala, var en svensk rättslärd. Han var son till Gottfried Malmström.
Malmström avlade juris kandidatexamen i Uppsala 1928 och juris licentiatexamen där 1932. Sistnämnda år promoverades han även till juris doktor vid Uppsala universitet, där han blev docent 1933. Malmström var professor i civilrätt vid Lunds universitet 1940–1947 och professor i civilrätt med internationell privaträtt vid Uppsala universitet 1948–1972. Han invaldes som ledamot av Humanistiska Vetenskapssamfundet i Lund 1942, av Vetenskapssamhället i Uppsala 1954 och av Humanistiska Vetenskapssamfundet i Uppsala 1963. Malmström blev riddare av Nordstjärneorden 1947 och kommendör av samma orden 1958. Han är begraven på Uppsala gamla kyrkogård.